# Karosa C956
Il Karosa C956/Irisbus Axer è un autobus prodotto dal 2001 al 2007.

## Progetto[1]

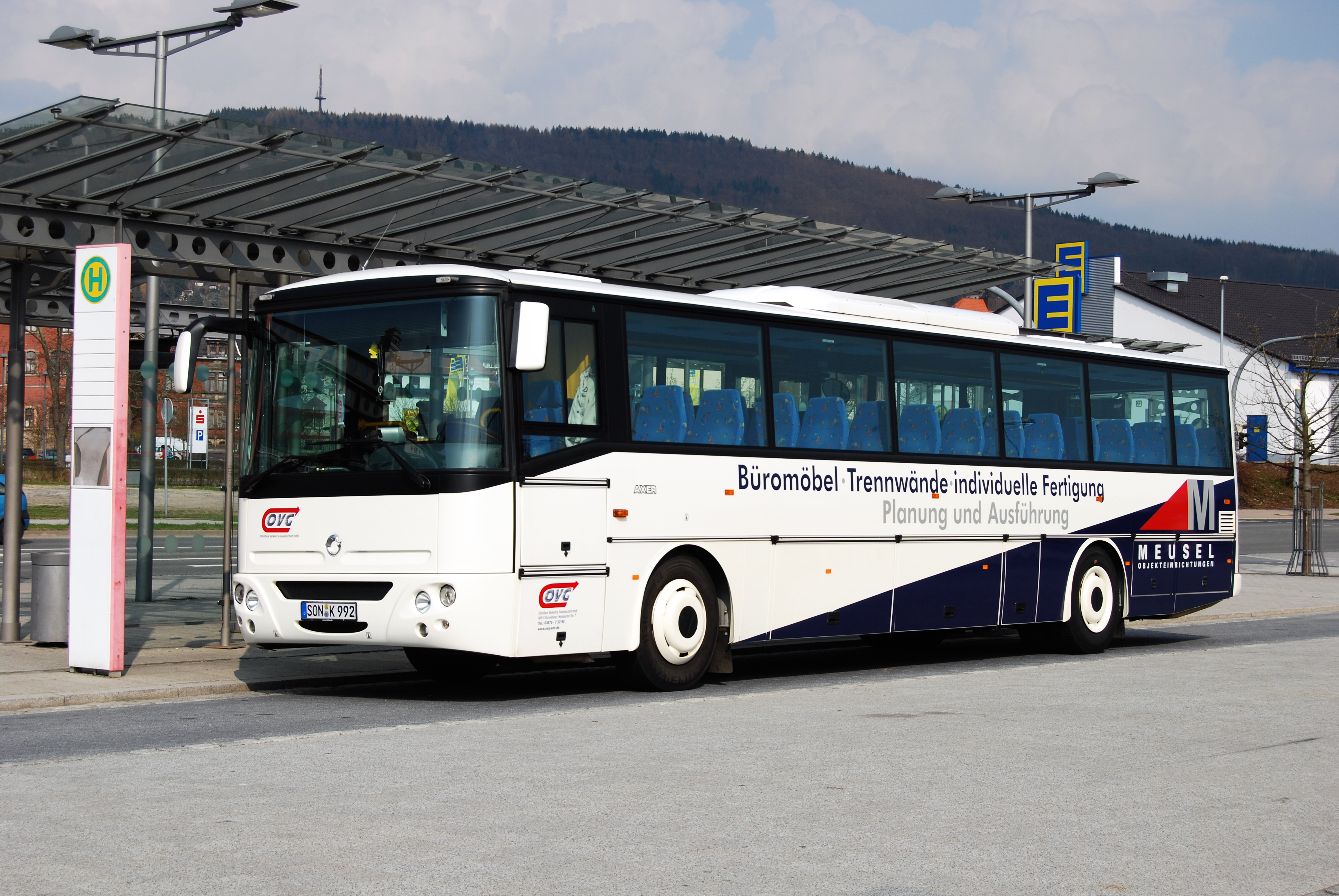
Irisbus Axer in Germania

Il modello nasce alla fine degli anni '90 ad opera dell'azienda ceca Karosa, per sostituire il vecchio C935 e restare competitiva nel mercato degli autobus interurbani di fascia bassa. Viene dunque lanciato sul mercato nel 2002 con il marchio d'origine; a partire dal 2003, con l'acquisizione di Karosa da parte del gruppo italofrancese Irisbus, il C956 viene proposto anche sul mercato dell'Europa occidentale, adottando però la denominazione di Irisbus Axer.

## Tecnica
I primissimi esemplari di questo modello montano il motore Renault MIHR 06.20.45 A41 da 9840 cm3, erogante 256 kW e rispondente alla normativa Euro 2; con l'avvento di Irisbus, il C956/Axer adottò il Cursor 8 da 7790 cm3, erogante 259 kW, già visto su altri modelli del costruttore italofrancese. La trasmissione è manuale o automatica; sono disponibili lo ZF 6S1600 a 6 marce e il Voith D 864.3.
Sono disponibili come optional il climatizzatore e il sollevatore per carrozzine con relativo posto. Il modello è inoltre provvisto del bagagliaio, utile nel caso di collegamenti da/verso aeroporti e intercity.

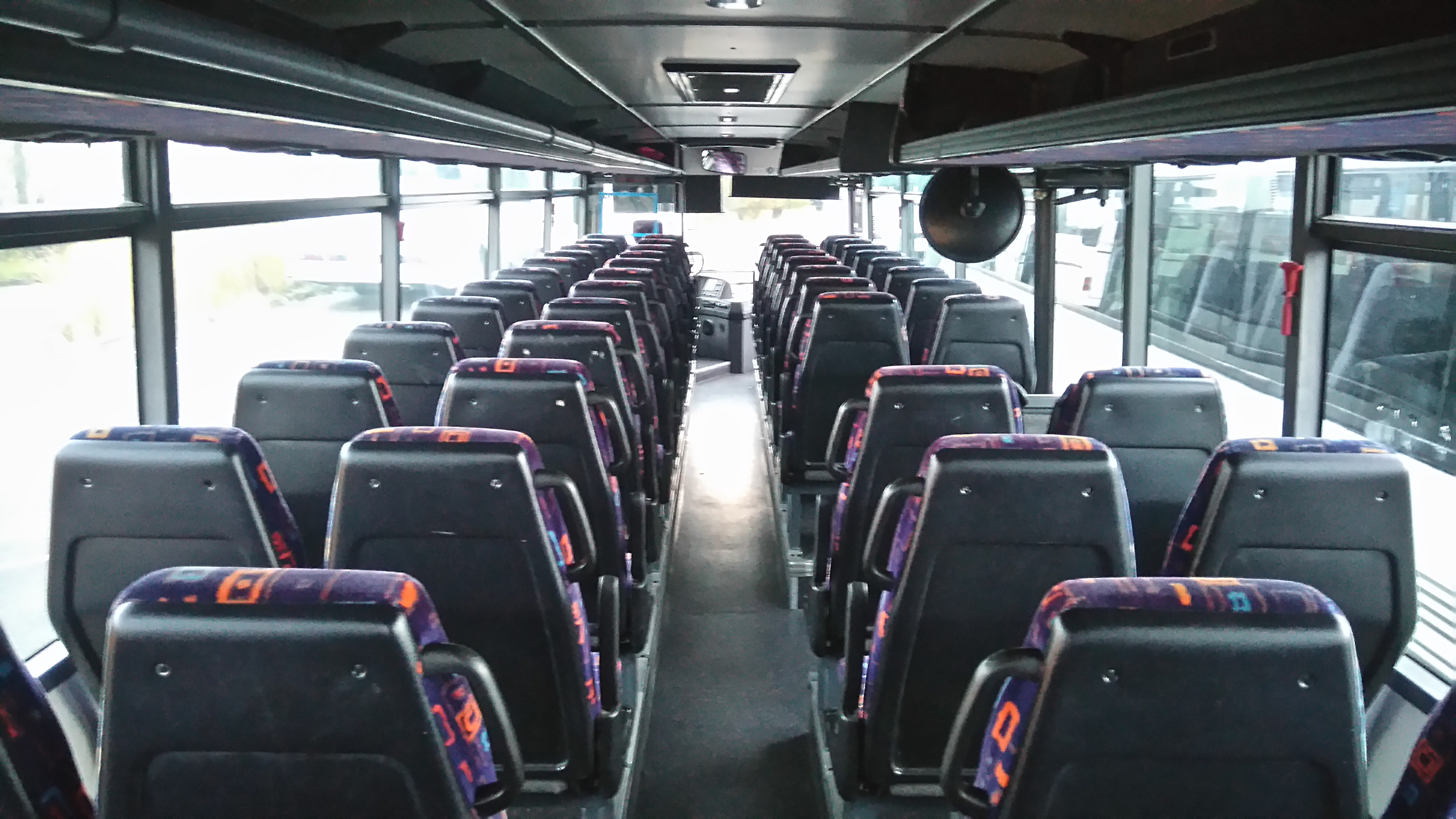
Interni di un Irisbus Axer per il mercato francese

## Versioni
Ecco un riepilogo delle versioni prodotte:

### C956/Axer 12
- Lunghezza: 12 metri
- Allestimento: Suburbano, Interurbano
- Alimentazione: Gasolio
- Posti a sedere: 49

### C953/Axer 13
- Lunghezza: 12,8 metri
- Allestimento: Suburbano, Interurbano
- Alimentazione: Gasolio
- Posti a sedere: 61

## Diffusione
Il C956/Axer ha avuto un'ottima diffusione nei paesi dell'Europa orientale. In Francia questo modello è largamente impiegato per servizi suburbani o scolastici, grazie alla sua economicità. In Italia tale modello ha avuto una certa diffusione: vari esemplari circolano per Autoguidovie, SITA, ATAP Biella, Line S.p.A. (usati prettamente nel territorio Lodigiano e Cremonese), Bus Company Torino, che ne ha un discreto numero, Cavourese che ne ha ereditati da Matroglio oltre a varie altre aziende, soprattutto nel Nord Italia.